# Knife Party

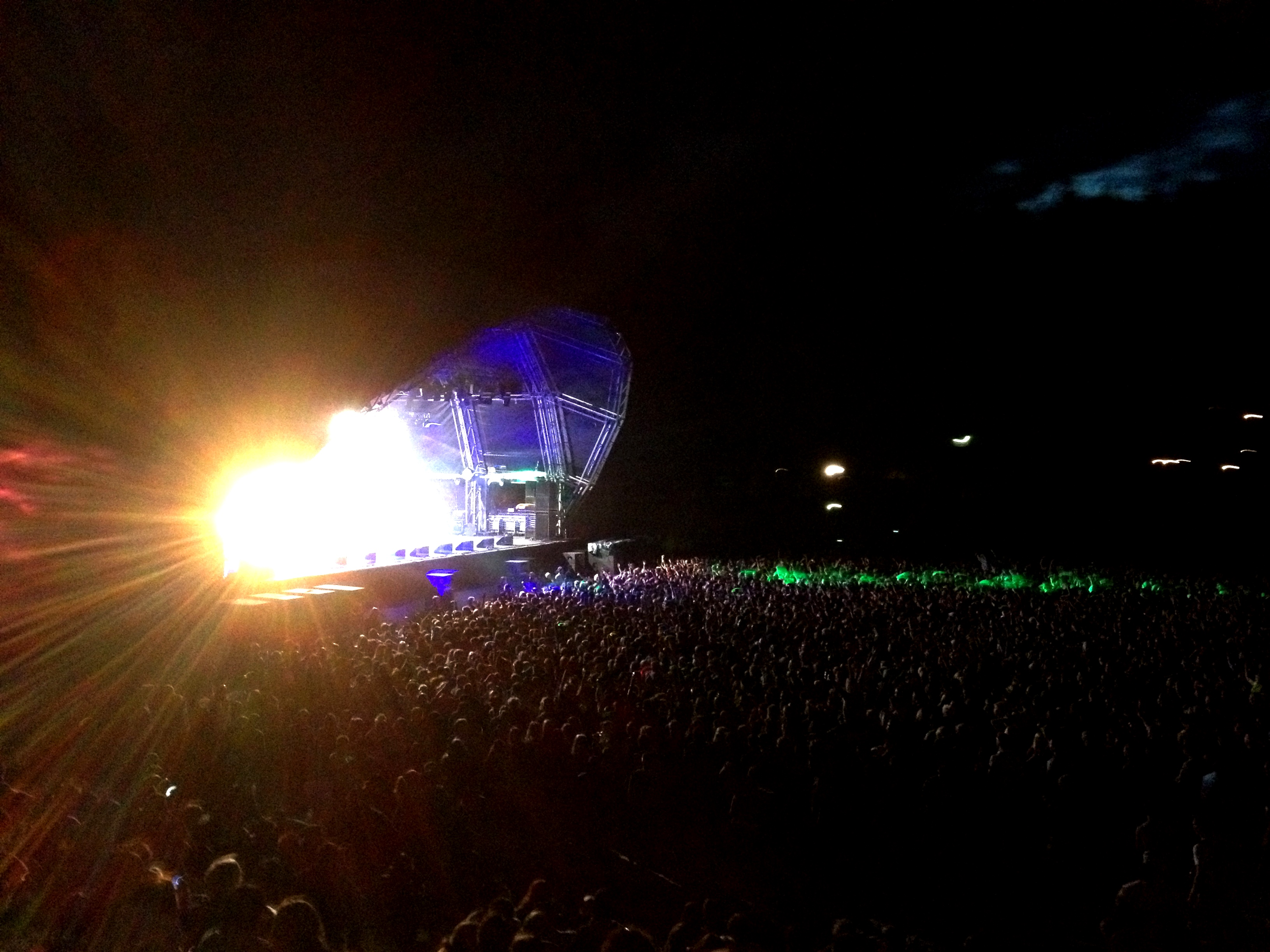
Live, Hove Festival 2012

Knife Party är en australisk electrohouse och dubstep-duo som består av Rob Swire och Gareth McGrillen. De har flera stora hits och har bland annat samarbetat med det svenska bandet Swedish House Mafia.
Knife Party har gett ut en EP som heter Haunted House. EP:n har fyra låtar som heter: "EDM Deathmachine", "LRAD", "Power glove" och "Internet Friends VIP" som är en VIP-remix av Internet Friends. 
Knife Partys senaste EP heter Trigger Warning och har även fyra låtar som är PLUR Police, Parliament Funk, Kraken och PLUR Police - Jauz Remix.
Knife Partys föregående EP heter 100% no modern talking, som har också fyra låtar, "Internet Friends", "Destroy Them With Lasers", "Tourniquet", "Fire Hive". Deras andra EP heter Rage Valley. EP:ns låtar heter "Bonfire", "Centipede", "Sleaze" och "Rage Valley". Knife Party har också gjort sk. VIP-remixer (en single och sju opublicerad låtar), som bara har utdelats åt deras VIP-medlemmar.